# Allan MacDonald
Allan MacDonald (ur. 1 grudnia 1951 w Antigonish w Nowej Szkocji) – kanadyjski fizyk działający przez większość kariery w Stanach Zjednoczonych, profesor Uniwersytetu Teksańskiego w Austin.
Zajmuje się teoretycznymi aspektami fizyki materii skondensowanej; m.in. kwantowym efektem Halla, spintroniką, przewodnictwem i magnetyzmem. W 2011 roku wraz z Rafim Bistrizerem zaproponował niezwyczajne właściwości dwóch warstw grafenu skręconych pod tzw. magicznym kątem. Teorie tę eksperymentalnie potwierdził Pablo Jarillo-Herrero wykazując, iż prowadzi to nadprzewodnictwa grafenu i znacznego zwiększenia wydajności przesyłu energii.
W 2020 roku nagrodzony Nagrodą Wolfa z dziedziny fizyki.